# Да живее Лас Вегас
„Да живее Лас Вегас“ (на английски: Viva Las Vegas) е американски игрален филм (комедия, мюзикъл) от 1964 година на режисьора Джордж Сидни, по сценарий на Сали Бенсън. Оператор е Джоузеф Бирок. Музиката във филма е композирана от Джордж Стол.

## Сюжет
„Краля“ в ролята на Лъки Джаксън пристига с колата си почти на буксир за първото „Гранд При“ на Лас Вегас.
Той получава лесно пари за нова кола, когато красивата собственичката на плувния басейн взема нещата в свои ръце.
След внезапен обрат на ситуацията изглежда, че Лъки ще загуби и състезанието, и момичето, когато на сцената се появява съперникът му Елмо Манчини, състезател и флиртаджия. Вероятно единствено пеенето ще помогне на Лъки.

## Състав

### Актьорски състав
| Роля                         | Изпълнител     |
| ---------------------------- | -------------- |
| Лъки Джаксън                 | Елвис Пресли   |
| Ръсти Мартин                 | Ан-Маргрет     |
| Граф Елмо Манчини            | Чезаре Данова  |
| Г-н Мартин /Бащата на Ръсти/ | Уилям Демарест |
| Шорти Фансуърт               | Ники Блеър     |
| Себе си                      | Джак Картър    |
| Момиче от шоуто              | Тери Гар       |

### Технически екип
| Режисьор              | Джордж Сидни                     |
| Продуценти            | Джак Къмингс Джордж Сидни        |
| Сценарист             | Сали Бенсън                      |
| Оператор              | Джоузеф Бирок                    |
| Музика                | Джордж Стол                      |
| Монтаж                | Джон Максуини                    |
| Художници             | Джордж В. Дейвис Едуард Карфагно |
| Комплектов декор      | Хенри Грейс Джордж Р. Нелсън     |
| Асистенти-режисьор    | Милтън Фелдман                   |
| Хореография           | Дейвид Уинтърс                   |
| Костюми               | Дон Фелд                         |
| Прически              | Сидни Гуилароф                   |
| Грим                  | Уилям Тутъл                      |
| Рекординг супервайзър | Франклин Милтън                  |